# 胡志偉 (1942年)
胡志偉（英語：Woo Chih Wai，1942年8月—）香港作家，上海人。

## 生平
胡志偉使出身上海望族，其父為上海茂昌眼鏡公司創辦人。胡早年因偷聽美國之音廣播，以行反革命罪被中共逮捕監禁20年之久，1979年移居香港。同年11月獲准赴港定居。
1998年1月1號至1999年12月31號擔任香港特別行政區藝術發展局委員暨文學委員會主席。現任香港中國現代史學會會長。
2009年6月29日在中華民國總統府國史館發表演說〈有關現代史研究的撥雲見日〉2011年7月23日在上海市圖書舘舉辦專題講座〈名人傳記與口述歷史研究〉
2012年9月15日出席北京大學《南海能源論壇》，講題〈解決東海與南海紛爭的若干芻議〉。

## 獲獎與成就
四十一年來，他以一百多個筆名在香港明報、信報、快報、星島、天天、華僑、新報、金融日報、經濟日報、明報月刊、九十年代、信報月刊、爭鳴、動向、南北極、前哨；台灣聯合報、歷史月刊、傳記文學、近代中國、中外月刊、自由時報、新加坡新明日報；大陸炎黃春秋、近代史資料、名人傳記、上海灘、人世間、文匯報、東方早報；美國世界日報、黃花崗、多維月刊、中國之春、探索等海內外七十多種報刊發表小說、傳記、書評、影評、社論、特稿逾六千萬字，結集出版的有段祺瑞、蔣介石、毛澤東、鄧小平、周恩來、林彪、江澤民、朱鎔基、李瑞環、李鵬、董建華、龔如心以及中國百年望族、世界超級富豪、華人十大富豪、國共名將、上海灘大亨等名人傳記，也為空降傘兵、軍統特務寫過口述歷史。著作共一百二十五種。
2005年7月7日榮獲美國萬人傑新聞文化基金會第十三屆新聞文化獎。其文章被“參考資料”、“參考消息”轉載者逾三千篇。曾主編《開券有益》《香港筆薈》雜誌，後者是香港銷數最高的文學刊物，遠銷美、歐、日本、澳洲。其力作《毛澤東欽點的108名戰犯的歸宿》、《反攻大陸機密檔案》等在香港彈丸之地均已銷售逾萬。
1991年被日本銷量一千萬份的《讀賣新聞》譽為「中國傳記文學第一人」；《火柴盒上的中國現代史》被香港電台聽眾一人一票推選為1992年香港十大好書之一。
1997年冬，以高票擊敗左派候選人，當選香港藝術發展局委員，并以全票當選文學委員會主席。、旅港四十一年出席國際學術（歷史、文學、兩岸關係）會議與論壇一百多次，曾在台北總統府國史館、北京大學南海論壇發表長篇演講。
踏入新世紀後致力於採訪高齡歷史人物，如103歲之淞滬抗日名將孫元良將軍、八十八歲之前海軍陸戰隊司令孔令晟、前行政院長郝柏村、立法院副院長洪秀柱等。
他譯註的五十六萬言《張發奎上將回憶錄》榮獲新華網725萬網民一人一票推選為「2012年中國影響力圖書」（當年大陸出書40萬種）, 還在美國、臺灣、香港等地榮獲文學獎、新聞獎多次。

## 著作(部份)目錄
| 出版年 | 月 | 書 名                                | 出 版 社                 | 篇 幅(頁)   | 備 註    |
| 1985   | 12 | 一個大陸逃港知識份子對中共聲討的證言 | 救總                     | 290         | 政 論    |
| 1987   | 7  | 光明與黑暗                           | 台灣商務印收館           | 580         | 文學評論 |
| 1989   | 8  | 中共文化百人誌                       | 台北傳記文學出版社       | 264         | 傳 記    |
| 1989   | 11 | 天安門民主血                         | 香港快報                 | 365         | 紀實文學 |
| 1990   | 4  | 戒嚴部隊探秘                         | 明窗出版社               | 240         | 報告文學 |
| 1990   | 5  | 江澤民傳                             | 香港明報出版社           | 402         | 傳 記    |
| 1990   | 6  | 天安門血案經緯                       | 台北傳記文學出版社       | 372         | 紀實文學 |
| 1990   | 7  | 李瑞環正傳                           | 香港明報出版社           | 410         | 傳 記    |
| 1990   | 8  | 江澤民傳奇                           | 傳記文學出版社           | 337         | 傳 記    |
| 1991   | 1  | 小說中國共產黨                       | 日本讀買新聞社           | 335         | 日 文    |
| 1991   | 12 | 火柴盒上的中國現代史                 | 香港明報出版社           | 221         | 歷史讀物 |
| 1992   | 12 | 朱鎔基評傳                           | 香港明窗出版社           | 335         | 傳 記    |
| 1993   | 2  | 鄒家華和他的父親                     | 香港明窗出版社           | 307         | 傳 記    |
| 1993   | 4  | 天安門的六人                         | 日本讀賣新聞社           | 253         | 日 文    |
| 1993   | 11 | 中國                                 | 韓國Dong Yeon Publish Co | 415         | 韓 文    |
| 1993   | 9  | 朱鎔基傳奇                           | 台北書華出版社           | 310         | 傳 記    |
| 1993   | 9  | 中國共產黨三國志                     | 台北書華出版社           | 244         | 傳 記    |
| 1994   | 3  | 鄒家華和他的父親                     | 開今出版社               | 322         | 傳 記    |
| 1994   | 3  | 鄧小平的對台策略                     | 開今出版社               | 250         | 傳 記    |
| 1994   | 4  | 鄧小平                               | 日本讀賣新聞社           | 221         | 日 文    |
| 1994   | 4  | 火柴盒上的中國百帝                   | 香港皇冠出版社           | 201         | 歷史讀物 |
| 1994   | 7  | 火柴盒上的藝術                       | 香港繁榮藝苑文化事業公司 | 167         | 藝術評論 |
| 1994   | 9  | 李瑞環—中南海的小鋼砲                | 開今出版社               | 342         | 傳 記    |
| 1995   | 1  | 中共軍頭點將錄                       | 開今出版社               | 342         | 傳 記    |
| 1995   | 5  | 中共第三代精英                       | 台北獨家出版社           | 239         | 傳 記    |
| 1996   | 1  | 鄧小平傳                             | 香港明報出版社           | 371         | 傳 記    |
| 1996   | 4  | 中共軍頭點將錄(二版)                 | 開今出版社               | 360         | 傳 記    |
| 1996   | 5  | 書評集錦 第一輯                      | 香港開益出版社           | 224         | 文學評論 |
| 1997   | 4  | 上海幫 山東幫 北京幫                 | 閃亮文化出版社           | 279         | 傳 記    |
| 1997   | 7  | 董建華的政商淵源                     | 閃亮文化出版社           | 44          | 傳 記    |
| 1998   | 3  | 藏書票百家選 第一輯                  | 香港筆會                 | 128 圖668張 | 藝術評論 |
| 1999   | 4  | 藏書標百家選 第二輯                  | 香港筆會                 | 237 圖969張 | 藝術評論 |
| 1999   | 5  | 中共情報首長                         | 夏菲爾出版社             | 398         | 傳 記    |
| 2001   | 3  | 名作家的性愛描寫                     | 環球出版社               | 366         | 文學評論 |
| 2001   | 10 | 國共間諜戰七十年                     | 夏菲爾出版社             | 750         | 傳 記    |
| 2003   | 10 | 毛澤東欽點的108名「戰犯」的歸宿      | 夏菲爾出版社             | 592 圖570張 | 傳 記    |
| 2004   | 4  | 黨國要人的離奇死亡                   | 夏菲爾出版社             | 592 圖284張 | 傳 記    |
| 2004   | 5  | 上海灘黑白道大亨                     | 香港文化藝術出版社       | 432 圖300多 | 傳 記    |
| 2004   | 10 | 上海灘驚天大案                       | 香港文化藝術出版社       | 464 圖200多 | 傳 記    |
| 2004   | 11 | 國共名將風雲錄                       | 香港文化藝術出版社       | 456 圖200多 | 傳 記    |
| 2004   | 12 | 上海灘豪門巨富                       | 香港文化藝術出版社       | 464 圖200多 | 傳 記    |
| 2004   | 12 | 上海灘天王巨星                       | 香港文化藝術出版社       | 512 圖300多 | 傳 記    |
| 2005   | 2  | 中共建國以來十大戰爭真相             | 香港文化藝術出版社       | 464 圖300多 | 史 論    |
| 2005   | 3  | 中共歷史謊言                         | 香港文化藝術出版社       | 464 圖300多 | 政 論    |
| 2005   | 9  | 李敖是什麼東西。                     | 香港文化藝術出版社       | 448         | 評 論    |
| 2005   | 10 | 遼瀋 淮海 平津 渡江四大戰役真相      | 香港文化藝術出版社       | 464 圖160多 | 史 論    |
| 2005   | 10 | 反攻大陸機密檔案                     | 富達出版有限公司         | 416 圖140多 | 史 論    |
| 2006   | 1  | 中共會不會對台灣使用核武器           | 香港文化藝術出版社       | 448 圖200多 | 政 論    |
| 2006   | 4  | 中共十大敗仗                         | 香港文化藝術出版社       | 480 圖200多 | 史 論    |
| 2006   | 5  | 長征：神話與真相                     | 香港文化藝術出版社       | 464 圖200多 | 史 論    |
| 2006   | 6  | 文革的秘聞、內幕與真相               | 香港文化藝術出版社       | 512 圖200多 | 史 論    |
| 2006   | 6  | 中共建國以來十大戰爭真相第二輯       | 香港文化藝術出版社       | 514 圖200多 | 報導文學 |
| 2006   | 7  | 戰神林彪                             | 香港文化藝術出版社       | 482 圖200多 | 傳 記    |
| 2006   | 8  | 面具後面的周恩來                     | 香港文化藝術出版社       | 530 圖200多 | 傳 記    |
| 2006   | 10 | 漏网的歷史——近代名人出格言行         | 香港文化藝術出版社       | 496 圖200多 | 傳 記    |
| 2006   | 11 | 上海大風暴                           | 香港文化藝術出版社       | 512 圖96幅  | 報導文學 |
| 2006   | 12 | 蔣介石怎樣失去大陸                   | 香港文化藝術出版社       | 496 圖200多 | 傳 記    |
| 2007   | 5  | 窩裏鬥的國族                         | 香港文化藝術出版社       | 498 圖200多 | 史 論    |
| 2007   | 6  | 名人暗面                             | 香港文化藝術出版社       | 450 圖200多 | 傳 記    |
| 2007   | 8  | 小甜甜生死傳奇                       | 香港文化藝術出版社       | 480 圖200多 | 傳 記    |
| 2007   | 9  | 中共歷史謎團                         | 香港文化藝術出版社       | 528 圖200多 | 傳 記    |
| 2007   | 10 | 中華英雄                             | 香港文化藝術出版社       | 478 圖200多 | 傳 記    |
| 2008   | 5  | 蔣介石與我：張發奎上將回憶錄         | 香港文化藝術出版社       | 578 圖131幅 | 傳 記    |
| 2008   | 5  | 為段祺瑞說句公道話                   | 香港自由出版社           | 422 圖107幅 | 傳 記    |
| 2008   | 6  | 禁色：經典情色禁書精讀               | 香江文化事業公司         | 432 圖32幅  | 小 說    |
| 2008   | 8  | 老革命家的性問題                     | 香江文化事業公司         | 416 圖121幅 | 傳 記    |
| 2008   | 10 | 光環背後的周恩來                     | 香港文化藝術出版社       | 576 圖81幅  | 傳 記    |
| 2008   | 11 | 中共秘密檔案                         | 香港文化藝術出版社       | 480 圖71幅  | 傳 記    |
| 2009   | 2  | 國共香港諜戰                         | 香港文化藝術出版社       | 430 圖91幅  | 傳 記    |
| 2009   | 3  | 偷試雲雨情                           | 香港文化藝術出版社       | 431 圖9幅   | 文 學    |
| 2009   | 4  | 朱鎔基臺上臺下                       | 香港文化藝術出版社       | 448 圖71幅  | 傳 記    |
| 2009   | 5  | 中國經典秘本珍賞                     | 香港文化藝術出版社       | 432 圖27幅  | 文 學    |
| 2009   | 10 | 中共秘聞內幕                         | 香港文化藝術出版社       | 432 圖92幅  | 傳 記    |
| 2009   | 12 | 中共造假錄                           | 香港文化藝術出版社       | 416 圖113幅 | 報 導    |
| 2010   | 4  | 名人風流                             | 香港文化藝術出版社       | 448 圖121幅 | 傳 記    |
| 2010   | 7  | 毛蔣鬥爭五十年                       | 香港文化藝術出版社       | 432 圖111幅 | 傳 記    |
| 2010   | 9  | 華人超級巨富發達之路                 | 香港文化藝術出版社       | 431 圖110幅 | 傳 記    |
| 2010   | 10 | 名人長壽秘決                         | 香港文化藝術出版社       | 480 圖57幅  | 傳 記    |
| 2010   | 11 | 李鵬貪腐王國與六四日記之陰謀         | 香港文化藝術出版社       | 512 圖88幅  | 傳 記    |
| 2011   | 1  | 中共建國以來十大戰爭揭密             | 香港文化藝術出版社       | 448 圖168幅 | 史 論    |
| 2011   | 3  | 國共四大戰役揭密                     | 香港文化藝術出版社       | 432 圖90幅  | 史 論    |
| 2011   | 6  | 色與戒                               | 香港文化藝術出版社       | 415 圖19幅  | 小 說    |
| 2011   | 7  | 軍統特務自述——亡命諜海               | 自由出版社               | 412 圖171幅 | 傳 記    |
| 2011   | 11 | 中國百年世家望族                     | 香港文化藝術出版社       | 448 圖135幅 | 傳 記    |
| 2011   | 11 | 反攻大陸 空降青海                    | 自由出版社               | 406 圖272幅 | 傳 記    |
| 2011   | 12 | 琉球是中國的                         | 自由出版社               | 397 圖120幅 | 史 論    |
| 2012   | 6  | 林彪密函蔣介石                       | 香港文化藝術出版社       | 400 圖60幅  | 傳 記    |
| 2013   | 2  | 吾國與吾民新編                       | 美加出版有限公司         | 416 圖183幅 | 政 論    |
| 2013   | 2  | 怎樣活到一百歲                       | 美加出版有限公司         | 360 圖 62幅 | 科 普    |
| 2013   | 2  | 中日大戰一觸即發                     | 美加出版有限公司         | 368 圖195幅 | 政 論    |
| 2013   | 5  | 太子黨成敗啟示錄                     | 南風窗出版社             | 400 圖136幅 | 傳 記    |
| 2013   | 7  | 世界超級富豪致富之道                 | 新視界傳媒               | 400 圖101幅 | 傳 記    |
| 2013   | 7  | 書評集錦 第二輯                      | 自由出版社               | 512 圖221幅 | 書 評    |
| 2014   | 1  | 書評集錦 第三輯                      | 自由出版社               | 512 圖291幅 | 書 評    |
| 2014   | 1  | 大陸十大富豪發達秘訣                 | 新視界傳媒               | 400 圖65幅  | 傳 記    |
| 2014   | 5  | 名人的暗事                           | 新視界傳媒               | 400 圖182幅 | 傳 記    |
| 2014   | 5  | 名人的暗事                           | 南風窗                   | 400 圖182   | 傳 記    |
| 2014   | 6  | 被歷史遺忘的名人                     | 自由出版社               | 528 圖217   | 傳 記    |
| 2015   | 6  | 十大超富發家秘史                     | 南風窗                   | 400 圖106   | 傳 記    |
| 2015   |    | 超級富豪中國暗黑交易                 | 南風窗                   | 398 圖98    | 傳 記    |
| 2017   | 6  | 張發奎口述自傳                       | 台北亞太政治哲學文化     | 816 圖155   | 傳 記    |
| 2019   | 6  | 《火花》第17期                       | 香港火花學會             | 96 圖1067   | 藝 評    |

### 胡志偉主編或譯註的書刊
| 編輯         | 《香港筆薈》 十六期 約五百萬字      |                                    |
| 編輯         | 《每週經濟評論》 約八十期           |                                    |
| 編輯         | 《火花》叢刊 十六輯                 |                                    |
| 編纂         | 黃世仲研究叢刊 九冊約七百萬字       | 《黃世仲與辛亥革命》一輯 2001年8月 |
| 編纂         | 吳三桂演義 2003年2月                | 《黃世仲與辛亥革命》二輯 2002年2月 |
| 編纂         | 鏡中影 2003年2月                    | 黃世仲大傳(70萬字) 1999年3月       |
| 編纂         | 黨人碑 2003年2月                    | 中外小說林(二冊，80萬字) 2000年4月 |
| 編纂         | 黃世仲黃伯耀弟兄反清文集 2003年2月  |                                    |
| 編註         | 張學良口述自傳 2004年8月            |                                    |
| 譯註         | 張發奎口述自傳 2007年12月           |                                    |
| 編校註       | 洪秀全演義 2012年5月，525頁，96幅圖 |                                    |
| 編校註與導讀 | 姑妄言 2017年7月，972頁，26幅圖     |                                    |

## 外部連結
- 胡志偉文集-博訊 （页面存档备份，存于）
- YouTube上的VOA连线胡志伟: 知名香港作家谈铜锣湾书店事件亲历
- 【香港01獨家刊登】胡志偉（筆名鄭義）《我在銅鑼灣書店的日子》 （页面存档备份，存于）
- YouTube上的香港2016年大事回顧： 銅鑼灣書店25萬藏書在哪？ - RFA自由亞洲粵語